# Oumar N'Diaye
Oumar N'Diaye (Mantes-la-Jolie, 22 luglio 1985) è un ex calciatore mauritano, di ruolo difensore.

## Palmarès

### Club

#### Competizioni nazionali
- Ligue 2: 1

Caen: 2009-2010